# Минасян, Георгий Артаваздович
Гео́ргий Артава́здович Минася́н (арм. Գեորգի Մինասյան; 27 марта 1942 года, Сочи — 28 июня 2004 года, Ереван) — советский и армянский эстрадный певец. Заслуженный артист Армянской ССР.

## Биография
Родился 27 марта 1942 года в городе Сочи.
Исполнитель песен знаменитых композиторов, таких как: К. Орбелян, А. Бабаджанян, Е. Мартынов, А. Хоралов, А. Аджемян, Х. Аветисян, А. Экимян, К. Петросян и многих других. Неоднократный участник всесоюзных фестивалей «Песня года». В 1970—1980-е годы большими тиражами был выпущен ряд пластинок с песнями в исполнении Георгия Минасяна, в том числе, пластинок-гигантов.
Сильный голос с красивым, добрым тембром и солидная внешность и стиль Георгия сделали его очень популярным и любимым исполнителем тех лет. Его талант делал песни, исполняемые им, необычно красивыми и не похожими на другие исполнения. Выступал с различными знаменитыми армянскими оркестрами, в частности, был солистом Эстрадных оркестров Армянской ССР под управлением К. Орбеляна и К. Петросяна.
С конца 1970-х был главой и художественным руководителем своего ансамбля «Урарту». На репетициях был очень требовательным и, как рассказывает один из его звукорежиссёров — Малхаз Джоджуа, изматывал коллектив, шлифуя каждую ноту, добиваясь нужного звучания, и оно того стоило. И на сцене Георгий всегда максимально выкладывался и отдавался песне.
В 1990-е годы из-за распада Советского Союза, из-за того, что он считал себя уже не нужным в Армении и не понятым окружением, Георгий эмигрировал в Лос-Анджелес, где и жил до конца своих дней, изредка приезжая на родину повидать родственников и для участия в концертах Константина Орбеляна. У Георгия есть сын Левон Минасян, который сейчас живёт в Лос-Анджелесе.
Скончался 28 июня 2004 года в Ереване, у себя дома на проспекте Саят-Новы. Похоронен на Тохмахском кладбище (Городской пантеон-2).

## Наиболее известные песни в исполнении Георгия Минасяна
- Аревик (К. Орбелян — Л. Дурян)
- Времена другие (А. Григорян — В. Андриасян)
- Всё, что было (музыка и слова К. Цвинара, русский текст И. Кохановского)
- Галис эс/Ты идешь (К. Орбелян — Л. Дурян)
- Год любви (А. Бабаджанян — А. Вознесенский)
- Давай попробуем вернуть (А. Хоралов — А. Дементьев)
- Ереван — Это песня (А. Экимян — А. Сармен, русский текст Н. Горохова)
- Зовет Байкал (В. Григорян — Б. Дубровин)
- Золотое танго (А. Бабаджанян — О. Гаджикасимов)
- Лебединая верность (Е. Мартынов — А. Дементьев)
- Мир влюблённый и танцующий (К. Орбелян — Н. Добронравов)
- Моя Армения (музыка и слова А. Григоряна)
- Налетели вдруг дожди (Д.Тухманов — В.Харитонов)
- Парк мер азгуцян (Слава нашей нации)
- Прописные истины (А. Морозов — М. Рябинин)
- Прости меня (Р. Галустян — А. Дементьев)
- Прохладный вечер (музыка и слова Гусана Шагена)
- Свадебная шуточная (музыка и слова народные)
- Синеокая (А. Айвазян — А. Василенко)
- Там, на берегу (К. Орбелян — В. Лазарев)
- Я открываю двери (А. Михайлов — Л. Дербенёв)

## Дискография

### Пластинки фирмы «Мелодия»
- Поёт Георгий Минасян — 1973 г. (миньон)
- Георгий Минасян и ансамбль «Урарту» — 1976 г. (миньон)
- Цикл песен «Зовёт Байкал», поёт Георгий Минасян — 1978 г. (миньон)
- Поёт Георгий Минасян — 1978 г.
- «Забвения нет», поёт Георгий Минасян (двойной альбом)- 1984 г.
- «Песни любви», поёт Георгия Минасян — 1984 г.
- «Мир любви», песни А. Григоряна. Поёт Георгий Минасян — 1990 г.

### Альбомы на компакт-дисках
«Любовь не стареет», Георгий Минасян, США, студия Narek.com Records — 2000 г.

## Фильмография
- Фильм-концерт «Только о любви», студия «Ереван», 1979 г.
- Х/ф «Механика счастья», режиссёр Нерсес Оганесян, «Арменфильм», 1982 г.
- Х/ф «Невестка из Джермука» («Наша деревня»), 1997 г.
- Х/ф «Легче воздуха» («Пьерлекин»), режиссёр Тигран Хзмалян, 2000 г.